# Гараб
Гара́б (тадж. Ғараб) — село у складі Хатлонської області Таджикистану. Входить до складу Чубецького джамоату району імені Мір Саїда Алії Хамадоні.
Село розташоване у гірській долині біля північно-східного підніжжя гори Голубина Сопка (висота 10753,9 м).
Населення — 29 осіб (2010; 90 в 2009).